# Murodjon Akhmadaliev
Murodjon Akhmadaliev (2 de novembro de 1994) é um pugilista uzbeque, medalhista olímpico. 

## Carreira
Murodjon Akhmadaliev competiu na Rio 2016, na qual conquistou a medalha de bronze no peso galo.